# Colégio La Salle (Barcelos)
O Colégio La Salle de Barcelos é uma instituição de Ensino Particular e Cooperativo, fundada em 1952 e pertence ao Instituto dos Irmãos das Escolas Cristãs,  FSC, Fratum Scholarum Christianorum (mais conhecidos em alguns locais como Irmãos de La Salle).

## Breve História do Colégio
O Colégio La Salle, pertença dos Irmãos das Escolas Cristãs, teve as suas remotas origens em 1952, altura em que um grupo de Irmãos propôs à Congregação Religiosa dos Irmãos das Escolas Cristãs, a aquisição da actual Quinta do Galo, localizada no lugar do Galo, freguesia de Barcelinhos. Até ao ano de 1977, o Colégio La Salle teve como objectivo fundamental a preparação de jovens para futuros Irmãos das Escolas Cristãs. A Revolução de Abril associada a outros factores conduziu à deslocação dos jovens, em número reduzido, para o Colégio de S. Caetano – Braga, lançando-se os Irmãos, a partir dessa altura, em novas frentes educativas, como a Pastoral Juvenil e a organização da Casa de Formação Social Rural de Lamego, em simultâneo com o ensino no Seminário Diocesano de Lamego. Amadurece, entretanto, a ideia cada vez mais forte de transformar o Colégio La Salle numa Escola aberta a todos, com um Projecto Educativo claramente Lassalista e, portanto, unindo a formação cultural à formação humana e cristã da juventude desta zona. Com o carismático Ir. Martinho, em 6 de Outubro de 1981, o Colégio La Salle inicia novamente as suas funções com duas turmas do 5º ano de escolaridade. A densa população juvenil nesta área pedagógica obrigou à ampliação de duas para três turmas por nível, do 5º ao 9º ano, e ao alargamento da oferta educativa até ao Ensino Secundário, que se mantém actualmente.

## São João Baptista De La Salle
São João Baptista de La Salle foi um presente de Deus para a Humanidade. Nasceu em Reims em 1651 e morreu em Ruen aos 68 anos. Dedicou a sua vida às crianças pobres, que não tinham possibilidade de ir à escola, e aos jovens que vagueavam pelas ruas sem saber o que fazer. Sendo de família nobre, com grandes possibilidades de chegar a ser personagem de renome, renunciou a tudo para fundar uma Congregação Religiosa que se dedicasse à educação integral de quantos frequentassem as suas aulas. Como todos os grandes projectos, a fundação do Instituto causou-lhe uma infinidade de esforços, de incompreensões, de sofrimentos, que ele suportou com coragem porque estava convencido que a obra que encetara valia a pena. A sua confiança em Deus era enorme. Recorria a Com frequência por meio da oração. Aprendeu, de Jesus pobre, a viver um itinerário maravilhoso de entrega a Deus nos necessitados. Renunciou a todos os seus bens. Fez-se pobre entre os pobres e considerou-se feliz quando teve que mendigar para sobreviver... Morreu na Sexta-feira Santa, a 7 de Abril de 1719. A sua vida ficou gravada nas suas últimas palavras: "Adoro em tudo a vontade de Deus para comigo". Foi canonizado em 1900 e em 1950 o Papa Pio XII proclamou-o Padroeiro de todos os Educadores. Hoje, os Irmãos de La Salle e numerosos educadores lassalistas continuam a realizar a sua maravilhosa tarefa docente em 86 nações do mundo. Os Irmãos De La Salle chegaram a Barcelinhos no ano de 1952. A 6 de Outubro de 1981, o Colégio La Salle iniciou funções como escola aberta a todos.

## Caracterização Contextual
O Colégio La Salle situa-se no concelho de Barcelos, cidade portuguesa no Distrito de Braga, região Norte e sub-região do Cávado, com cerca de 20.625 habitantes.
É sede de um município com 378,70 km² de área e 124 555 habitantes (2008), subdividido em 89 freguesias (é o concelho com maior número de freguesias em todo o país). O município é limitado a norte pelos municípios de Viana do Castelo e Ponte de Lima, a leste por Vila Verde e por Braga, a sueste por Vila Nova de Famalicão, a sudoeste pela Póvoa de Varzim e a oeste por Esposende.
A escola está inserida entre o meio rural e o meio urbano do concelho de Barcelos, sendo este um traço das escolas lassalistas, sempre que as circunstâncias o possibilitam. Esta localização favorece o encontro espontâneo de culturas e classes sociais diversas, o que contribui para a partilha de valores e ao respeito pela cultura do outro. Por ser uma região minhota, respira tradições e folclore, artesanato, lendas e religiosidade popular. A indústria têxtil, base de sustento para muitas famílias, também é tentação fácil para os alunos que encontram dificuldades escolares (apesar da crise que ameaça muitos empregos). Terra de contrastes em que a cultura elevada de muitos se encontra lado a lado com a falta de escolaridade básica de numerosos adultos e bastantes crianças abandonadas por desorganização familiar, pobreza, maus tratos e trabalho infantil. A educação e a defesa dos direitos, juntamente com projectos de ocupação dos tempos livres e formação dos adolescentes, são desafios constantes e uma das prioridades do meio.

## Características do Colégio

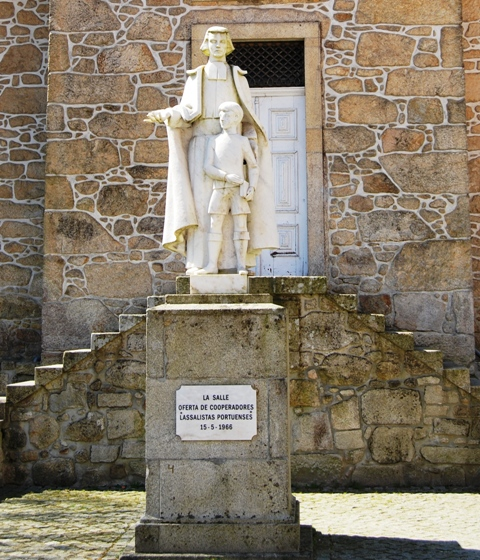
Estátua do Fundador.

Herdando do Fundador, João Baptista de La Salle, um Projecto Educativo profundamente enraizado nos valores humanos e cristãos, provenientes do Evangelho e da Tradição da Igreja, o Colégio continua fiel a este projecto original, procurando adaptá-lo e completá-lo tendo em conta as circunstâncias actuais e a cultura em que a Escola se insere. O Colégio La Salle pretende uma formação personalizada que propicie a educação integral dos alunos em todas as facetas da sua vida: conhecimentos, habilidades e valores morais, em todos os âmbitos da vida pessoal, familiar, social e profissional, respeitando o ritmo de amadurecimento pessoal e o próprio projecto de vida.
Para tal, o Colégio utiliza uma metodologia activa que privilegia a participação do aluno nos processos ensino-aprendizagem, atende de modo especial ao desenvolvimento das capacidades criativas e do espírito crítico, promove, como hábito de trabalho, a avaliação sistemática dos processos de ensino aprendizagem e das estruturas colegiais, educa na formação de valores éticos, como a honestidade pessoal, a sinceridade, a responsabilidade no trabalho e a participação desinteressada na acção educativa, aceita um modelo aberto à transcendência, crê no valor transformante da religião e fundamenta a sua acção educativa no Evangelho de Jesus, na vida e nos ensinamentos da Igreja, fundamenta a sua acção educativa numa concepção cristã do homem e do mundo, e propõe-se como serviço ao amadurecimento do educando, através da criação de um ambiente de fraternidade, de amizade e de abertura a todos, presta atenção especial aos desafios que a cultura lança à fé e tenta valorá-los e dialogar com eles a partir da sua experiência como crentes, esforça-se por testemunhar, como educadores de uma escola católica, coerência entre a fé e a vida, procura a participação e colaboração dos Pais e Encarregados de Educação na execução dos objectivos educativos.

## Estruturas Físicas
O Colégio La Salle dispõe de três blocos e dois pavilhões gimnodesportivos.
O bloco mais antigo, o do Segundo Ciclo, está dedicado às aulas das turmas deste ciclo, dispondo também de um Laboratório de Informática e de uma Sala de Educação Musical. No rés-do-chão alberga o refeitório escolar, a papelaria, a Pastoral e a sede da SOPRO-ONGD. Na cave ficam a Rádio e o Bufete Escolares.
O segundo em antiguidade, o do Terceiro Ciclo, alberga as aulas do Terceiro Ciclo, bem como a Capela, a Ludoteca, as salas de Educação Visual e Tecnológica, de Educação Tecnológica e de Educação Visual. Compreende, também, a Sala de Apoio, vocacionada para o Ensino Especial, e a Sala de Audiovisuais. Em fase de acabamentos está o futuro “Espaço Pastoral”.
Foi construído o Bloco do Secundário, onde se situam as salas de aula, os Laboratórios de Física, de Química e de Biologia, vocacionados para o Ensino Secundário, assim como a Sala do Director, dos Professores, dos Directores de Turma e de Visitas. Comporta, ainda, três Laboratórios de Informática, os Gabinetes do Serviço de Psicologia e de Contabilidade e uma Sala Polivalente. A Secretaria e a Recepção, também aí se encontram.
No rés-do-chão da Comunidade dos Irmãos, funciona a Biblioteca Escolar
Em 2010 foi concluído o novo e moderno Pavilhão Gimnodesportivo, que se junta a um outro, mais antigo.
Os espaços exteriores comportam dois campos de Futsal, um de Futebol de 7, um de voleibol, outro de basquetebol, uma pista de atletismo, entre muitos outros espaços indiferenciados de lazer, sendo, uma boa parte deles, ajardinados.

## Estruturas Humanas

### Corpo Docente
A população docente é constituída por um total de 38 professores, leccionando no 2º e 3º Ciclo de Ensino Básico e no Ensino Secundário. A estabilidade do corpo docente é visível na elevada percentagem dos docentes que pertencem ao Quadro de Nomeação Definitiva da Escola. Tratando-se de docentes com bastantes anos de actividade na escola, desenvolvendo um relacionamento bastante próximo, quer com os outros docentes, quer com a população não docente. Esta estabilidade permite a criação de equipas educativas para o desenvolvimento de projectos e a sua concretização a médio e a longo prazo pela escola. O Colégio tem integrado no seu quadro docente, professores que são antigos alunos do mesmo, procurando-se que estes dêem voz e continuidade ao Projecto Educativo de que também eles foram beneficiários. Os professores encontram-se distribuídos pelos seguintes departamentos e comissões:

#### Departamentos
- Educação Física, Artística e Tecnológica
- Línguas
- Ciências Sociais e Humanas
- Ciências Matemáticas, Físicas e Naturais

#### Comissões
- Festas
- Pastoral
- Audiovisuais
- Convivência
- Formação

### Pessoal Não-docente
O pessoal não docente do Colégio é constituído por 16 elementos distribuídos da seguinte forma: Serviços de Psicologia e Orientação, Serviços de Biblioteca Serviços Administrativos, Serviços de Cozinha, Auxiliares de Acção Educativa e Serviços de Portaria, encontrando-se distribuídos da seguinte forma:
| Função                              | Número de Funcionários |
| Serviços de Psicologia e Orientação | 1                      |
| Serviços de Contabilidade           | 1                      |
| Telefonista/Recepcionista           | 1                      |
| Serviços de Biblioteca              | 1                      |
| Serviços Administrativos            | 1                      |
| Serviços de Cozinha                 | 6                      |
| Serviços de Limpeza                 | 5                      |
| Auxiliares de Acção Educativa       | 2                      |
| Serviços de Portaria                | 1                      |
| Serviços de Bufete                  | 1                      |
| Serviços Agrícolas                  | 1                      |
| ----------------------------------- | ---------------------- |

### Alunos
O número de alunos matriculados no Colégio La Salle é de 522, os quais estão distribuídos pelos cinco anos da escolaridade obrigatória, três turmas por ano, o que perfaz um total de quinze turmas do quinto ao nono ano. No Ensino Secundário, funciona uma turma por ano de escolaridade.

#### Distribuição das turmas por ano de escolaridade
| Ano de Escolaridade | Número de Turmas | Designação das Turmas               |
| 5.º                 | 3                | A, B e C                            |
| 6.º                 | 3                | A, B e C                            |
| 7.º                 | 3                | A, B e C                            |
| 8.º                 | 3                | A, B e C                            |
| 9.º                 | 3                | A, B e C                            |
| 10.º                | 1                | A (Curso de Ciências e Tecnologias) |
| 11.º                | 1                | A (Curso de Ciências e Tecnologias) |
| 12.º                | 1                | A (Curso de Ciências e Tecnologias) |
| ------------------- | ---------------- | ----------------------------------- |

## Linhas Estratégicas de Actuação
Tendo por base todo o ideário que o identifica e o contexto em que está inserido, o Colégio definiu para o triénio 2008-2011 as seguintes linhas estratégicas de actuação: Educação em valores – Pastoral, Ensino/Aprendizagem e Acção sobre o meio.

### Educação em Valores
Através deste eixo, procura criar uma escola capaz de promover nos alunos uma educação integral, alicerçada em valores Humanistas e Cristãos, desenvolvendo comportamentos activos, orientados para uma acção Justa e Solidária, atenta aos mais desfavorecidos, sendo capazes de tomar a iniciativa, de se envolverem e de formarem uma consciência crítica face à sociedade. É ainda objectivo, promover momentos de reflexão, incentivando os alunos a construírem o seu projecto pessoal, de forma a desenvolver a interioridade e a transcendência. São valores fundamentais os seguintes:
- Fé: criar um ambiente que potencie momentos de silêncio e interioridade, no qual toda a comunidade educativa possa desenvolver a sua fé.
- Fraternidade: desenvolver um espírito de fraternidade entre os membros da comunidade educativa, de modo a que se fortaleça o sentido de família lassalista, que trabalha em prol de uma missão educativa. Promover momentos que possibilitem e desenvolvam o trabalho cooperativo, em que se desenvolva um ambiente de tolerância, respeito, solidariedade e disponibilidade para com os outros.
- Serviço: desenvolver uma consciência crítica e interventiva face à realidade, criar um projecto integrador, que envolva todos os agentes da comunidade educativa, de modo a desenvolver o P.A.R. - Plano de Aproximação à Realidade e o P.A.S. – Plano de Acção Social, desenvolver actividades de cariz social em articulação com Associações locais e potenciar acções de voluntariado.

### Pastoral
“Todos os centros La Salle fundamentam a sua acção educativa na concepção cristã da pessoa e do mundo e participam na missão evangelizadora da Igreja Católica”. (Carácter Próprio La Salle)
O projecto da Pastoral do Colégio pretende alcançar os seguintes objectivos:
- Desenvolver o ambiente e o sentido cristão do Colégio (aceitação da pessoa, educar para a liberdade, para a abertura e transcendência);
- Sensibilizar a comunidade educativa para a importância do compromisso social como forma de alterar realidades de pobreza e injustiça;
- Personalizar a vivência da fé;
- Potenciar, entre os agentes educativos, relações de interdependência positiva que possibilitem o desenvolvimento do trabalho com um espírito fraterno;
- Promover e garantir o desenvolvimento de um processo de iniciação cristã para jovens, que conduza à sua inserção activa na comunidade eclesial;
- Iniciar os jovens na oração e nas celebrações da fé;
- Colaborar na implementação e análise da Etapa Missionária;
- Sensibilizar toda a comunidade educativa para a dimensão evangelizadora de todas as actividades desenvolvidas;
- Potenciar o crescimento de uma comunidade cristã no seio da Comunidade Educativa;
- Promover actividades de sensibilização social, de forma a responder ao objectivo do ano;
- Consciencializar a comunidade educativa da importância de analisar a realidade, interpretá-la e agir sobre ela de forma justa e solidária.

No sentido de concretizar os objectivos anteriormente referidos, serão realizadas as seguintes actividades:
- Processo de iniciação cristã;
- Reflexões da Manhã;
- Convivências Cristãs;
- Semana das Missões;
- Semana Vocacional;
- Celebrações e Eucaristias;
- Encontros de Oração e Páscoa Jovem;
- Acampamentos;
- Campos de trabalho;
- Campanha de Natal;
- Encontro de Verão em Bujedo (Miranda do Ebro, Burgos, Espanha).

### Ensino/Aprendizagem
Actualmente, vive-se num contexto cada vez mais global, onde o mercado de trabalho é cada vez mais exigente, e tem cada vez menos fronteiras, obrigando a escola a acompanhar esta evolução. Assim sendo, o Colégio procura preparar os seus alunos de modo a que possam desenvolver um espírito empreendedor, criativo, dinâmico, cooperativo, capaz de responder às exigências do meio. Deste modo, promove um ensino de qualidade e de exigência, centrado no aluno, aberto às inovações pedagógicas, atento à diversidade, capaz de responder às necessidades do meio envolvente. São eixos de actuação os seguintes:
- Oferecer uma educação integral, centrada no aluno, a qual está atenta à diversidade, facilita a Aprendizagem Cooperativa e fomenta o desenvolvimento de uma consciência crítica.
- Recorre a metodologias diversificadas que permitam não só as aquisições necessárias no domínio cognitivo, mas que sejam igualmente significativas para o plano afectivo e psicomotor na procura de autonomia.
- Promove nos jovens, conhecimentos, capacidades e atitudes fundamentais, que permitam prosseguir os seus percursos pessoais, académicos e profissionais, numa perspectiva de educação e de formação permanente, tornando-os cidadãos de pleno direito, críticos e intervenientes numa sociedade democrática, moderna e desenvolvida.
- Promove uma atitude pessoal e profissional positiva por parte do pessoal docente e não docente, nomeadamente em termos de relações interpessoais, assiduidade, reforçando o respectivo prestígio junto dos alunos, da restante comunidade educativa e da comunidade envolvente.
- Desenvolver competências sociais, capacidade de trabalhar em grupo, autonomia e múltiplas aprendizagens a partir da Aprendizagem Cooperativa.

### Abertura/Acção sobre o Meio
Nos dias de hoje é necessário construir uma escola aberta e em interacção com o meio, não só para acompanhar a evolução da sociedade, mas também para intervir nela, de forma responsável. É tendo por base esta constatação, que o Colégio pretende promover iniciativas e projectos inovadores, aumentar a proximidade com o exterior, potenciar a comunicação com o mesmo e articular, dentro das necessidades, várias actividades que promovam uma integração mais fácil e que corresponda às exigências da sociedade, promover iniciativas culturais, alargadas a toda a comunidade educativa em parceria com a comunidade envolvente, potenciar a relação família/escola, estimular a participação em projectos tendo em vista a orientação dos alunos para o ensino superior ou para o mercado de trabalho.

## Projectos de Escola

### Jornal/Revista Rumos
O Jornal Rumos nasceu no ano lectivo 2008-2009 a partir do anterior projecto jornalístico do Colégio, o Jornal Ecos.
Após um percurso de cerca de trinta anos, o Ecos foi, lentamente, adquirindo uma vontade de se superar a si próprio, sublimando-se, dando origem a uma nova linha editorial, a uma nova imagem, a uma adaptação aos tempos modernos. E foi assim que a equipa coordenadora do projecto criou o "Rumos".
O primeiro número foi dado à estampa em Fevereiro de 2009 e cumpria os objectivos a que a equipa se propôs, a saber:
- tornar a publicação mais atractiva para o seu público;
- dar-lhe um ar mais moderno, jovem e imediatamente identificável com o Colégio La Salle, procurando colocá-la novamente num lugar de destaque no seio das várias publicações escolares do seu meio.
- gerir melhor os conteúdos disponíveis em cada momento para publicação.
- gerir o esforço da equipa responsável, evitando que a conclusão de cada número coincida com o final de cada período, onde a concentração deve ser canalizada para as avaliações e para a preparação dos Conselhos de Turma.

A equipa responsável decidiu levar a cabo as seguintes alterações:
- Conteúdos: a equipa do Jornal pretendeu tornar as publicações mais atractivas aos professores e aos alunos, para que estes se sintam motivados a publicarem os seus trabalhos. Assim, reforçaram a qualidade dos textos produzidos, procurando trazer para o Jornal uma maior presença de trabalhos científicos dos alunos do Ensino Secundário, bem como um reforço da presença de trabalhos produzidos no âmbito das disciplinas dos restantes níveis de ensino.

Ainda neste ponto procurou publicar trabalhos produzidos por ex-alunos do Colégio e pelos alunos das escolas do primeiro ciclo que têm relações com o Colégio.
Procurou, ainda, dar conta de novas do mundo lassalista espalhado por cinco continentes, desde notícias de efemérides, até artigos sobre as escolas (Colégios, Universidades…) La Salle espalhadas pelo mundo.
- Alteração da apresentação: Esta passou a ser totalmente a cores, potenciando a força da imagem/fotografia e das cores do layout que se inspiram nas cores tipo La Salle, nas cores dos seus símbolos e dos vários sites da instituição ao nível da ARLEP.
- Novo nome: o nome “ECOS” carregava consigo a história da instituição neste últimos anos, tornando-se quase um sinónimo do nosso Colégio. Todavia, a equipa, concluindo que este nome era já um tanto datado e que hoje-em-dia já não carregava esse “eco” de modernidade, juventude e irreverência que uma publicação escolar deve possuir, se quer manter o seu público-alvo, escolheu um novo nome a partir de um concurso feito na escola, tendo por público-alvo toda a comunidade escolar.
- Novo logótipo: Na sequência da nova imagem e do novo nome que a equipa quis dar ao Jornal, um novo logótipo inspirado na simbologia da instituição, afigurava-se coerente. A equipa acreditava que o actual símbolo há muito tinha esgotado a sua actualidade. O novo logótipo seria utilizado no Jornal e na Revista. A criação deste logótipo ficou a cargo de profissionais. Os eventuais custos que daqui poderiam advir, seriam divididos por cada ano de vigência do novo símbolo. Após alguns contactos, o novo símbolo foi criado pela empresa Quattro Design sem qualquer custo para a escola.
- Periodicidade: Feitos os cálculos ao trabalho necessário, avaliando os conteúdos disponíveis em cada momento e tendo em conta o calendário do Colégio, a equipa responsável propôs-se publicar um número do Jornal, a ser entregue para impressão em finais do mês de Janeiro, e um número da Revista, que sirva de anuário das actividades do Colégio.
- Jornal Rumos n.º 1 (2008-2009) pp. 1-10
- Jornal Rumos n.º 1 (2008-2009) pp. 11-20
- Jornal Rumos n.º 1 (2008-2009) pp. 21-30
- Jornal Rumos n.º 1 (2008-2009) pp. 31-40
- Revista Rumos n.º 1 (2008-2009) - Capa
- Revista Rumos n.º 1 (2008-2009) pp. 1-28
- Revista Rumos n.º 1 (2008-2009) pp. 29-56
- Revista Rumos n.º 1 (2008-2009) pp. 57-84
- Revista Rumos n.º 1 (2008-2009) pp. 85-112
- Jornal Rumos n.º 2 (2009-2010) pp. 1-9
- Jornal Rumos n.º 2 (2009-2010) pp. 10-18
- Jornal Rumos n.º 2 (2009-2010) pp. 19-27
- Jornal Rumos n.º 2 (2009-2010) pp. 28-36
- Revista Rumos n.º 2 (2009-2010)
- Jornal Rumos n.º 3 (2010-2011)
- Revista Rumos n.º 3 (2010-2011)

### Aprendizagem Cooperativa
Esta metodologia, engloba um vasto conjunto de técnicas, estratégias e recursos metodológicos estruturados, que obrigam os alunos ao trabalho em equipa de forma cooperativa e à auto e hétero-avaliação do trabalho e das atitudes desenvolvidas por cada grupo. O Colégio ambiciona com este projecto pedagógico melhorar o percurso escolar dos discentes, elevando o nível e a qualidade do processo educativo para procurar elevar os níveis de sucesso. Para a sua elaboração foram traçados como objectivos primordiais: aumento da qualidade das aprendizagens, acréscimo do sucesso escolar dos alunos, articulação e integração facilitadora entre os 2º e 3º Ciclos, criação de condições que apelem à ligação da escola com a comunidade onde esta se insere, desenvolvimento de competências sociais e melhoria do ambiente educativo.

### Projecto Leitor
Dentro da problemática do insucesso escolar, o insucesso na disciplina de Língua Portuguesa assume um relevo especial. A maior ou menor capacidade de acesso à informação veiculada de forma escrita na língua materna pode considerar-se básica para todas as áreas do saber académico e imprescindível a qualquer pessoa. Este facto torna-se saliente na sociedade actual pois, apesar de se terem diversificado os formatos de apresentação da informação, na actualidade, a compreensão de textos continua a ser a modalidade básica de aquisição de conhecimento no que se entende por educação formal, nos seus diferentes níveis. Por outro lado, em função da sua complexidade, resultante da multiplicidade de aspectos envolvidos, o acto de ler pressupõe um determinado grau de desenvolvimento da capacidade leitora que passa pela automatização de tarefas de natureza mais superficial. Deste modo, para trabalhar a compreensão do texto torna-se necessário desenvolver uma série de estratégias de compreensão relacionadas com conhecimentos prévios, exercício da atenção, definição de objectivos em relação ao texto incluindo identificação de tarefas pedidas, construção de inferências, comparações, avaliação de conteúdos, generalizações, etc. Assim, na compreensão de um texto escrito, o leitor deve seleccionar e pôr em acção as estratégias referidas de modo a estabelecer redes de conexão, inferir, comparar, procurar um sentido na interpretação das ideias veiculadas pelo texto.
O Projecto Leitor pretende, assim, que toda a comunidade educativa tome consciência da importância da Leitura no processo de ensino/aprendizagem. Tal Projecto justifica-se pela necessidade de analisar a realidade leitora da escola, os aspectos positivos que se têm alcançado, apontar as carências existentes e procurar soluções para os aspectos mais problemáticos.
Os objectivos gerais do Projecto Leitor são:
- Desenvolver habilidades leitoras perceptivas próprias de cada etapa para conseguir a suficiente fluidez em cada nível;
- Desenvolver a compreensão leitora, não só na disciplina de Língua Portuguesa mas em todas as áreas curriculares disciplinares e não disciplinares;
- Elaborar um plano de leituras adequado a cada nível;
- Procurar fazer com que os alunos passem de leitores passivos a leitores activos;
- Promover campanhas e criar ambientes facilitadores do gosto pela leitura;
- Sensibilizar todo o corpo docente para que, desde a sua área, contribua para melhorar as competências de leitura dos alunos;
- Fomentar o recurso a metodologias e recursos diversificados e a rentabilização da Biblioteca Escolar.

### Projecto de Justiça e Solidariedade
Sendo a Educação na Justiça uma dimensão importante nas Escolas La Salle e uma das características que sempre tem acompanhado o empenho na formação integral de todas as crianças e jovens até aos dias de hoje, assume-se como uma das prioridades da nossa acção a especial atenção de todos os elementos envolvidos na acção educativa para Educarmos na Justiça. Assim, o Projecto de Justiça e Solidariedade tem como objectivo principal a Promoção da Justiça e a Educação Social dos alunos. Desta forma, há um conjunto de premissas que são sobejamente trabalhadas, tais como:
- Educação em valores, procurando a incutir nos alunos o sentido de Justiça e Solidariedade; * Desenvolvimento do espírito crítico dos alunos e, desta forma, tornando-os mais despertos para causas de justiça/injustiça;
- Desenvolvimento de um plano de Aproximação à Realidade, pois torna-se fundamental que os alunos se apropriem de conhecimentos contextualizados das realidades circundantes;
- Desenvolvimento de um plano de Aproximação Social, procurando-se formar cidadãos activos e que sejam capazes de agir sobre o meio envolvente de forma a minimizar situações de exclusão social;
- Promoção da Educação na Justiça nos Encarregados de Educação.
- Desenvolvimento de actividades sociais com os alunos junto de populações carenciadas;
- Realização de acções de sensibilização e Educação na Justiça para professores;
- Colaboração nas actividades da Organização Não Governamental para o Desenvolvimento – SOPRO - Solidariedade e Promoção.

## Actividades de Reforço das Aprendizagens

### Sala de Estudo
A Sala de Estudo é uma actividade de apoio aos alunos dos 2º e 3º Ciclos que querem estudar e ultrapassar as suas dificuldades em qualquer disciplina. Os alunos são acompanhados em cada grupo por professores que lhes prestam apoio. Procurar-se envolver os alunos mais velhos nestas actividades de apoio em regime de voluntariado. Durante este tempo, os alunos estudam, preparam as aulas do dia seguinte, resolvem os trabalhos de casa, realizam alguns trabalhos de pesquisa e podem beneficiar da ajuda dos professores que colaboram na Sala de Estudo. Procura, ainda, apoiar os alunos que não dispõem de condições de estudo em casa, devido ao trabalho dos pais e encarregados de educação, falta de condições materiais ou desmotivação escolar. A Sala de Estudo é uma estrutura que concretiza a intenção do Colégio de responder às necessidades dos alunos e dos Encarregados de Educação, especialmente dos mais necessitados, como preconiza o Carácter Próprio dos Centros La Salle.

### Apoio Educativo
Os apoios educativos destinam-se a promover a igualdade de oportunidades, a melhorar a qualidade do ensino num modelo de escola inclusiva, tendo subjacente a diferenciação e o sucesso educativo de todos os alunos, independentemente das suas características peculiares. Este desafio implica incorporar actividades de reforço das aprendizagens na rotina do Colégio: Educação Especial, Planos de Desenvolvimento, Planos de Recuperação, Apoio Pedagógico Acrescido, Assessorias, etc. No presente ano lectivo as Assessorias acontecem nas disciplinas de Língua Portuguesa e Matemática nos 5.º, 6.º e 7.º anos de escolaridade. No 3.º Ciclo o Apoio Pedagógico Acrescido destinar-se essencialmente às Áreas Curriculares de Língua Portuguesa, Matemática, Inglês e Físico-Química. No Ensino Secundário este desenvolver-se nas disciplinas sujeitas a avaliação externa.

### Biblioteca Escolar
A biblioteca do Colégio La Salle é um centro de recursos multimédia de livre acesso, destinado à consulta e à produção de conteúdos em diferentes suportes. Constitui-se como um centro onde decorrem várias iniciativas, inseridas na vida pedagógica do Colégio e, se possível, fomenta a abertura à comunidade local. De acordo com estes princípios, a biblioteca escolar constitui-se como um núcleo da organização pedagógica da escola, vocacionado para as actividades culturais e para a informação tendo em vista realizar, entre outros, os seguintes objectivos:
- Tornar possível a plena utilização dos recursos pedagógicos existentes e dotar a escola de um fundo documental adequado às necessidades das diferentes disciplinas e projectos de trabalho;
- Favorecer a constituição de conjuntos documentais, organizados em função de diferentes temas;
- Desenvolver nos alunos competências e hábitos de trabalho baseados na consulta, tratamento e produção de informação, tais como: seleccionar, analisar, criticar e utilizar documentos;
- Desenvolver um trabalho de pesquisa ou estudo, individualmente ou em grupo;
- Estimular nos alunos o prazer de ler e o interesse pela cultura nacional e internacional;
- Ajudar os professores a planificarem as suas actividades de ensino e a diversificarem as situações de aprendizagem;
- Associar a leitura, os livros e a frequência de bibliotecas à ocupação lúdica dos tempos livres.

Entre as actividades que desenvolve destacam-se a informatização do fundo documental, a actualização dos manuais didácticos por Departamento Curricular, o fomento da leitura, através de actividades, tais como “À Conversa Com…” e “A Hora do Conto”, a organização de uma feira do livro (Semana da Leitura), exposições relativas a comemoração de efemérides, a criação de boletins informativos e a dinamização de um placard de novidades.

### Visitas de Estudo
As visitas de estudo são uma das estratégias que mais estimulam os alunos dado o carácter motivador que constitui a saída do espaço escolar. A componente lúdica que envolve, bem como a relação professor-aluno que propicia, leva a que estes se empenhem na sua realização. Constitui uma situação de aprendizagem que favorece a aquisição de conhecimentos, proporciona o desenvolvimento de técnicas de trabalho e facilita a sociabilidade. Neste sentido, o Colégio promove esta actividade, privilegiando a pertinência dos locais a visitar de acordo com os conteúdos disciplinares.

### Ludoteca
A Ludoteca nasceu da necessidade de haver um espaço onde se implementem actividades lúdicas que ocupem os tempos livres dos nossos alunos, com o intuito de promover o seu bem-estar desenvolvendo aprendizagens activas, diversificadas e sociabilizadoras que promovam o sucesso escolar. A promoção da expressão e da formação cultural dos alunos, a sensibilização dos mesmos para a valorização dos jogos e actividades didácticas de expressão lúdica, o fomento da interacção entre a dimensão curricular e extracurricular e a criação de fontes de motivação para favorecer o sucesso educativo, assumem particular relevância nesta estrutura organizacional.

### Rádio Escolar
A Rádio Escolar é um espaço para criação de momentos de entretenimento e lazer na hora do recreio tocando músicas, mas vai mais longe… constrói propostas de cidadania, desenvolve a comunicação, divulga várias correntes musicais, envolve os alunos na vida da escola e permite o contacto com meios de comunicação profissionais.

### Clubes
Com a intenção de oferecer aos alunos actividades de enriquecimento curricular que reforcem as competências gerais, o Colégio criou clubes de participação facultativa e de natureza lúdica e cultural, os quais abrangem os domínios artístico, científico e tecnológico.

#### Designação dos Clubes
- Informática (Níveis I, II e III)
- Artístico (Níveis I e II)
- Teatro
- Música (Viola e Cavaquinho)
- Ciências
- Jornalismo/Rádio
- Repreensão dos Alunos

### Desporto Escolar
A prática desportiva, para além de um dever decorrente do quadro normativo vigente no sistema de ensino, constitui um instrumento de grande relevo e utilidade no combate ao insucesso escolar e de melhoria da qualidade do ensino e da aprendizagem. Complementarmente, o Desporto Escolar promove estilos de vida saudáveis que contribuem para a formação equilibrada dos alunos e permitem o desenvolvimento da prática desportiva. Desta forma foram criados os seguintes grupos/equipas:
- Voleibol Feminino (Infantis, Iniciadas e Juvenis)
- Basquetebol Masculino (Iniciados)
- Futsal Masculino (Infantis)
- Danças Urbanas (vários escalões)
- Voleibol Masculino (Juvenis)

## Curiosidades
- A presença dos Irmãs das Escolas Cristãs em Portugal dista já de 1933, ainda que as primeiras tentativas da sua vinda para Portugal remontem já a 1854, quando figuras eminentes da História de Portugal como o Cardeal Patriarca de Lisboa, a duquesa do cadaval e o Marquês do Lavradio, entre outros, enviaram várias petições ao Ir. Superior Geral no sentido da vinda para o nosso país de uma Comunidade de Irmãos.
- Foram várias as instituições de ensino portuguesas que ao longo do Século XX estiveram a cargo dos Irmãos, a saber: as Oficinas de São José, no Porto, o Extrenato e Noviciado D. Dinis, em Leiria, o Colégio La Salle de Abrantes, a Escola de Formação Rural e em Lamego. Actualmente, os Irmãos estão presentes em Braga e em Barcelos, onde se ocupam respectivamente do Colégio de São Caetano e do Colégio La Salle.
- A Quinta do Galo, onde se situa o Colégio La Salle de Barcelos, foi adquirida em 1952, ao Senhor Jorge Mário da Silva Cruz, proprietário daquela Quinta, pela quantia de 900.000$00, que seriam liquidados, 50% ao fazer-se a Escritura, e o resto em dez anuidades, acrescidas de um juro de 6% ao ano. Conta-se que o vendedor exigiu, segundo o costume da época, o foro de um saco de castanhas, o qual só seria satisfeito nos primeiros anos.
- A escolha da Quinta do Galo para instalar o Colégio foi precedida de uma pesquisa pelo Norte e Centro de Portugal. Os outros locais visitados foram a Quinta da Tarouquela, em Cinfães, o Palácio da Brejoeira, em Monção, o Mosteiro de Vilar de Frades, em Barcelos, Refoios, em Ponte de Lima, São Romão do Neiva, em Viana do Castelo, as Termas de São Pedro do Sul, a Quinta de Valepedreira, em Santarém, a Quinta dos Curvos, em Forjães (Esposende)...
- Todos os Verões, cerca de 200 jovens, alunos e antigos alunos do Colégio, participam em actividades de Verão, organizadas pela Pastoral do Colégio. Entre as actividades estão Acampamentos, Campos de Trabalho e Encontros em Espanha.
- Em 1996 foi criada a Organização Não-governamental SOPRO - Solidariedade e Promoção, no seio da Comunidade de Irmãos e dos Grupos Cristãos. Teve o saudoso Ir. Manuel Readigos Arias como primeiro Presidente e actual Presidente Honorário.
- Formada no seio dos rapazes que frequentavam a catequese no Colégio La Salle, nasceu um clube de futebol, os Galos.
- Em 1986 a freguesia de Barcelinhos decidiu prestar uma homenagem aos Irmãos de La Salle, organizando um conjunto de eventos religiosos e culturais que culminaram com o descerramento da placa que colocava os Irmãos entre a toponímia barcelinense, dedicando-lhes a Rua Irmãos de La Salle que ainda hoje se mantém e que continua a constituir-se como a principal entrada na freguesia pelo lado Este, terminando bem no coração da mesma.

- Ainda antes da abertura do Colégio ao Ensino Oficial, enquanto casa de formação de Irmãos, o Colégio deteve várias publicações, entre as quais se destacam a Atalaia, o Grito Jovem e os ainda recentes Ecos de La Salle. Já como Escola de Ensino Oficial, aos Ecos de La Salle juntou-se, desde 1992, o Risco, que procurava dar voz à expressão pictórica dos alunos do Colégio.
- No ano lectivo 1998-1999, a equipa feminina do escalão Iniciados de Voleibol venceu o Campeonato Nacional de Desporto Escolar, na categoria respectiva.
- Todos os anos, no mês de Maio, o Colégio reserva uma semana para celebrar a memória do seu Fundador, São João Baptista de La Salle: é a famosa Semana do Fundador. Durante esta semana são realizadas várias actividades, de diversas naturezas: os concursos culturais, os torneiros desportivos e as celebrações religiosas, estão entre elas.
- No ano de 2002 foi celebrado o Cinquentenário do Colégio La Salle. A este propósito foram realizadas várias acções, entre as quais a Sessão Solene no auditório dos Paços do Concelho,o descerramento da placa comemorativa dos 50 anos pelo então Presidente da Câmara Municipal de Barcelos, o Dr. Fernando Reis, e pelo Ir. Superior Geral, o Ir. Álvaro Rodríguez. Em Março de 2003 foi realizado o Colóquio Desafios Educativos do século XXI no auditório da Biblioteca Municipal de Barcelos. O Encerramento das Comemorações ocorreu aquando da Semana do Fundador, entre 12 e 18 de Maio de 2003.
- Desde o ano lectivo 2007-2008 uma equipa formada por professores do Colégio tem participado no Torneio Anual de Voleibol, organizado pela Associação de Professores de Educação Física de Braga.
- Desde o ano lectivo de 2009-2010 a Direcção Pedagógica do Colégio está, pela primeira vez na sua História, entregue a um professor laico, o professor Olímpio Durães.
- O Colégio detém desde 18 de Outubro de 1999 uma Associação de Antigos Alunos que reúne anualmente com antigos alunos e irmãos de Colégios La Salle portugueses.
- Detém também a associação dos Amigos de La Salle formada por antigos rapazes que frequentavam a catequese no Colégio e que é liderada pelo Senhor Joaquim Ribeiro Novo. Esta associação reúne anualmente numa festa-convívio, que decorre nos espaços do Colégio.
- Em 31 de Agosto de 2003, a propósito das comemorações dos 75 anos da elevação de Barcelos a cidade, a Câmara Municipal de Barcelos agraciou o Colégio La Salle com a Medalha de Mérito da Cidade de Barcelos, grau Ouro, como reconhecimento pelo seu Trabalho e Dedicação para o desenvolvimento e promoção do Concelho. A Medalha foi entregue pelo Dr. Durão Barroso, então Primeiro-ministro e actualmente Presidente da Comissão Europeia.
- No ano lectivo 2008-2009 a equipa coordenadora do jornal escolar fez uma profunda remodelação no mesmo, a partir da qual surgiu o novíssimo Rumos.
- Há quem diga que a toponímia da quinta em que o Colégio está instalado, Quinta do Galo estará ligada ao episódio rocambolesco retratado na célebre Lenda do Galo.

## Lista de Directores

### Director Actual
- Professora Carla Maria Vilas Boas Figueiredo (2017-?)

### Directores Anteriores
- Ir. Adrián Rodrígues Fernandez (1952-54)
- Ir. Francisco Iglésias Gil (1954-58)
- Ir. Pablo Pavía Vázquez (1958-59)
- Ir. Daniel Rodriguez Rojo (1959-62)
- Ir. Miguel Pérez Barquín (1962-65)
- Ir. Adrián Rodrígues Fernandez (1965-66)
- Ir. Francisco Iglésias Gil (1966-70)
- Ir. Emílio López Mazariegos (1970-73)
- Ir. Santiago Real Peña (1973-77)
- Entre 1977 e 1981 o Colégio La Salle não funcionou como instituição educativa, albergando apenas uma Comunidade de Irmãos idosos.
- Ir. Martín Corral Alcalde (1981-82)
- Ir. Francisco Iglésias Gil (1982-86)
- Ir. Júlio Ignácio Rojo (1986-87)
- Ir. José Pereira de Figueiredo (1987-2001)
- Ir. César Ruiz Martin (2001-08)
- Professor José Olímpio Amaral Durães Rodrigues (2009-2017)